# Corcelles-Ferrières
Corcelles-Ferrières település Franciaországban, Doubs megyében. Lakosainak száma 214 fő (2022. január 1.). Corcelles-Ferrières Lavernay és Ferrières-les-Bois községekkel határos.

## Népesség
A település népességének változása:
| Lakosok száma | 45   | 134  | 156  | 188  | 191  | 198  | 200  | 208  | 212  | 214  |
|               | 1968 | 1982 | 1990 | 2006 | 2013 | 2015 | 2017 | 2019 | 2020 | 2022 |